# Santa Lucia del Mela
Santa Lucia del Mela är en ort och kommun i storstadsregionen Messina, innan 2015 i provinsen Messina, i regionen Sicilien i sydvästra Italien. Kommunen hade 4 584 invånare (2017).